# 도그라 왕조

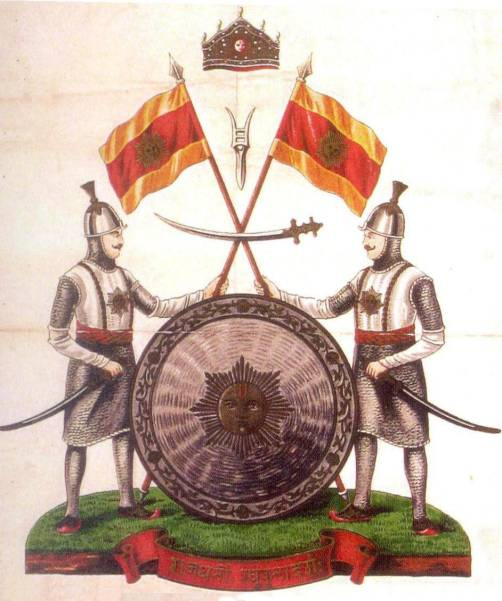
도그라 왕조의 문장

도그라 왕조는 1846년 3월 16일에 굴라브 싱이 창시한 왕조이다. 1846년부터 1952년까지 잠무 카슈미르 왕국을 다스린 왕조이기도 하다.

## 같이 보기
- 잠무 카슈미르 왕국